# Sophienstraße 1

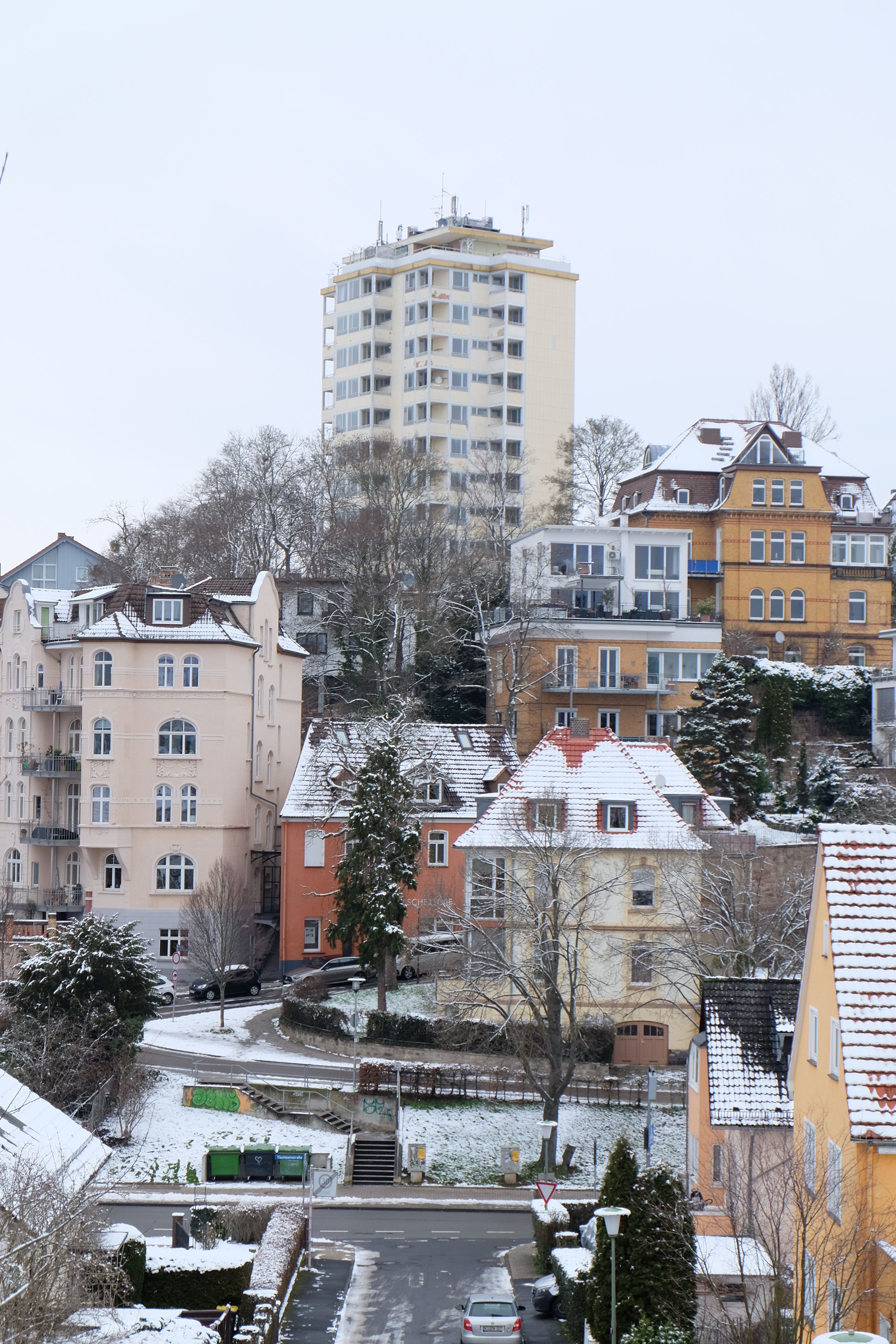
Blick über das Tal der Drusel auf das leerstehende Hochhaus

Das Hochhaus Sophienstraße 1 im Kasseler Stadtteil Mitte ist ein 1952 nach Entwürfen des Architekten Paul Bodes errichtetes Wohnhaus. Bei einer Höhe von etwa 34 Metern beherbergte es bei seiner Eröffnung im Mai 1953 fünfzig Kleinwohnungen mit ein bis zwei Zimmern und im elften Geschoss über eine Gastronomie mit großer Außenterrasse. Es gilt als das erste Hochhaus in Kassel. Es steht unter Denkmalschutz aus geschichtlichen, künstlerischen und städtebaulichen Gründen.

## Lage
Das Gebäude befindet sich am westlichen Ende der Hangkante des Weinbergs. Durch seine topografisch herausragende Lage dominiert das Gebäude städtebaulich die weitere Umgebung. In der rechtwinkligen Abzweigung der Straße Terrasse gelegen, markiert es den Beginn der Sophienstraße.

## Architektur
Das als Stahlbetonskelettbau ausgeführte Gebäude verfügte über einen hohen Standard zum Zeitpunkt seiner Errichtung. Eine zentrale Warmluftheizung versorgte jede Wohneinheit. Das Treppenhaus auf der Ostseite des Hauses verfügt über einen Fahrstuhl und jede Etage hatte Zugang zu Müllschluckern. Im Erdgeschoss befand sich ein kleines Lebensmittelgeschäft mit angeschlossener Reinigung. Jede Wohnung verfügte über eine nicht einsehbare Loggia in südwestlicher Richtung. Auf dem Dach befand sich das sogenannte Dachgartencafé, dessen Mobiliar ebenso von Bode entworfen wurde.

## Geschichte
Nach den starken Verlusten an Wohnraum im Zweiten Weltkrieg wurde das Gebäude an der Stelle einer im Krieg zerstörten Villa errichtet. Bauherr war die städtische Wohnbaugesellschaft GEWOBAG. Es kam anfangs zu Protesten gegen den ambitionierten und hochwertig ausgestatteten Neubau, da befürchtet wurde, dass der soziale Wohnungsbau in der Stadt dadurch benachteiligt würde. Im November 1954 wurde das Bauwerk gemeinsam mit anderen Neubauten von einer Jury, die vom Bund Deutscher Architekten und dem Hessischen Minister der Finanzen einberufen war, als „vorbildlicher Bau im Lande Hessen“ ausgezeichnet. Der Jury gehörten die Architekten Werner Hebebrand, Konrad Rühl, Sep Ruf und Ernst Zinsser an. Eine steinerne Plakette an der Fassade erinnert an diese Auszeichnung. 1955 wurde in der Goethestraße 15 im Vorderen Westen ein weiteres sehr ähnliches Wohnhochhaus von Paul Bode fertiggestellt. Die Neue Heimat als zwischenzeitlicher Eigentümer ließ 1983 die Wohnungen zu 51 Eigentumswohnungen umbauen, woraufhin es von den Kommunalen Versorgungskassen Kurhessen-Waldeck gekauft wurde. Diese kündigten 2017 allen Mietern und stellte einen Antrag auf Abriss des Gebäudes. Der Antrag wurde von der Stadt Kassel abgelehnt, da die vorgebrachten Kriterien einer wirtschaftlichen Zumutbarkeit gegen eine Sanierung nicht anerkannt wurden. Seit 2018 steht das Gebäude leer und ist zwischenzeitig an einen Investor verkauft worden. Die bisher publizierten Visualisierungen des Sanierungsprojektes, lassen starke Eingriffe an der denkmalgeschützten Fassade erkennen, dennoch wird mit steuerlichen Vorteilen durch den Status als Kulturdenkmal geworben.